# Cúter

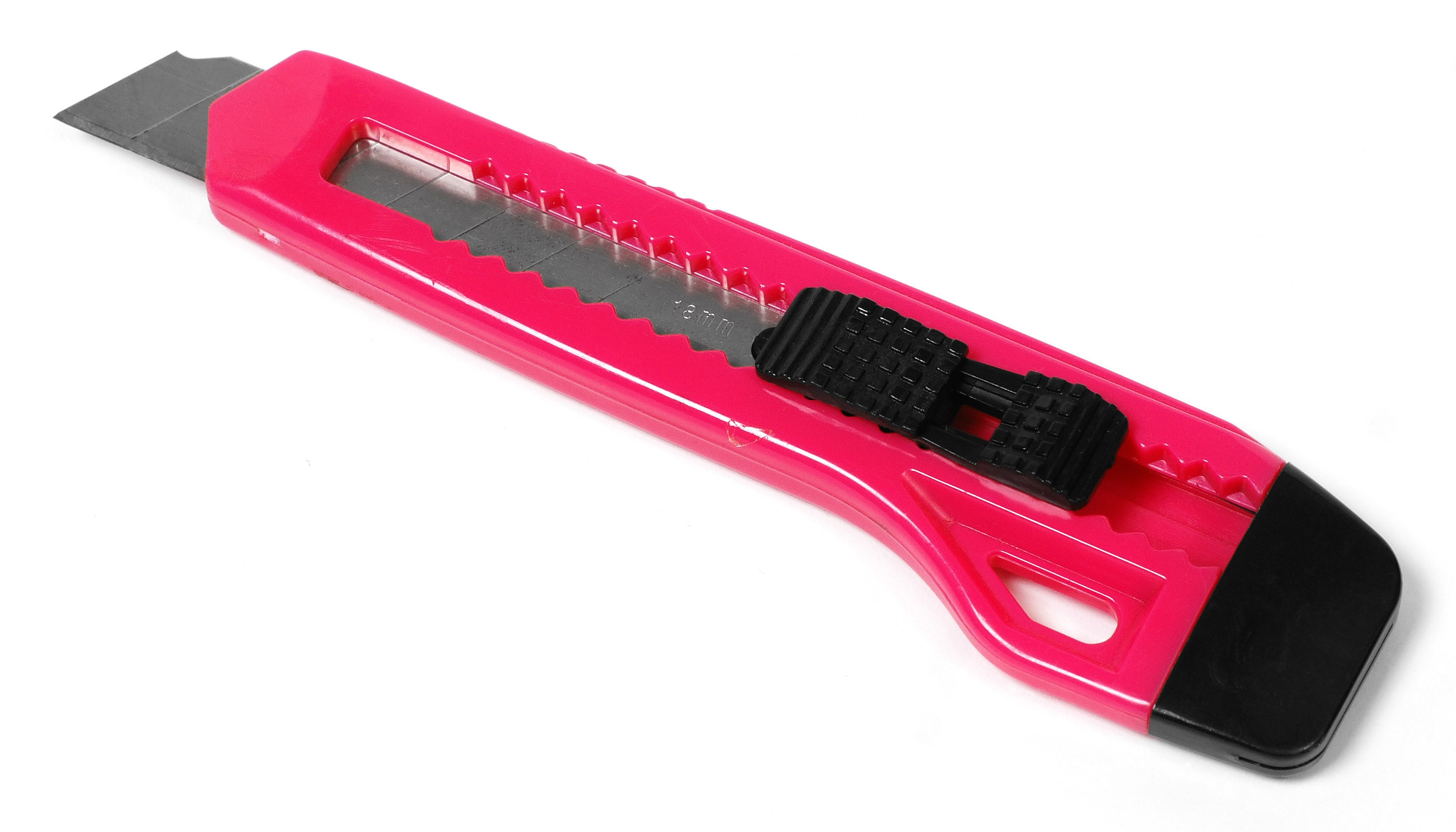
Típico cúter de plástico.

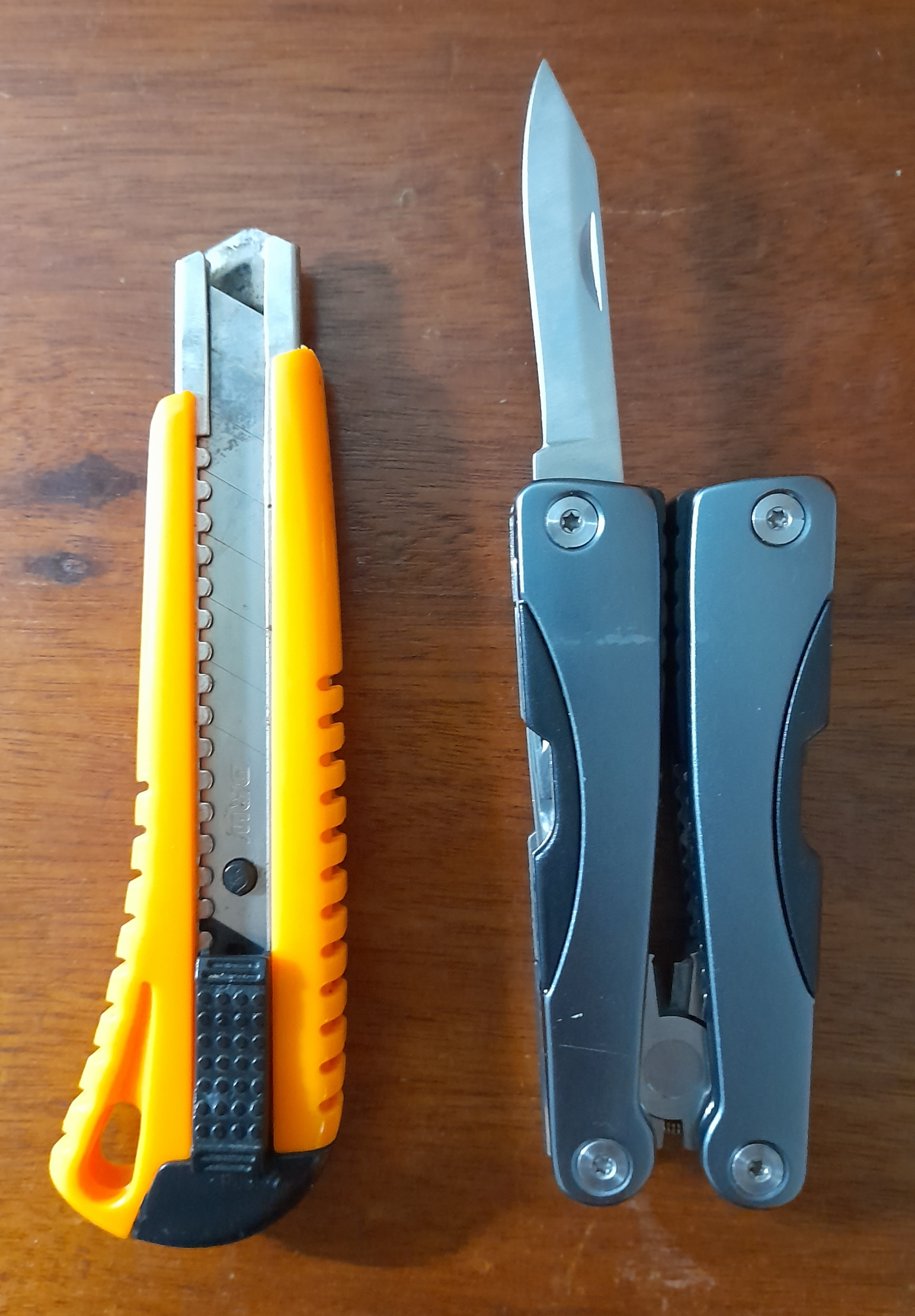
Estilete

El cúter (del inglés cutter, cortador), también llamado bisturí plástico, bisturí escolar, estilete, exacto, trincheta, tip top, cortacartón, cortador de cajas, cuchillo cartonero, o cortacaja, es una herramienta de uso frecuente que se utiliza en varias ocupaciones y trabajos para una amplia diversidad de propósitos, como pelar o quitar el plástico aislante a los cables eléctricos.
Es un tipo de navaja que consta generalmente de un mango plano, simple y económico, de aproximadamente 2,5 cm de ancho y de 7,5 a 10 cm de largo, fabricado con metal o plástico. Algunos emplean cuchillas estándar, otros, hechos para una finalidad en particular como cortar vidrio o linóleo, usan hojas de doble filo.
Su mango es de plástico para aislar de las descargas eléctricas (cabe mencionar que no protege de descargas fuertes o a alta tensión) y su navaja es corrediza. El cúter cuenta también con un sistema para ajustar hasta qué punto la cuchilla sobresale de la agarradera. 
Cuando la hoja, consistente en una navaja corrediza, delgada, filosa y reemplazable, pierde el filo, puede rápidamente partirse para aprovechar los tramos que aún no han sido usados o ser sustituida por una nueva.
El cúter fue inventado en 1956 por los hermanos japoneses Yoshio y Saburo Okada, y comercializado por su compañía Olfa. Ambos trabajaban en imprentas donde cortaban papel con cuchillas de afeitar, pero éstas quedaban inservibles rápidamente al desgastarse sus filos. Los hermanos inventaron unas cuchillas con líneas marcadas que podían romperse para mostrar las secciones afiladas no utilizadas de la hoja. La idea se les ocurrió al recordar cómo una tableta de chocolate que les regaló un soldado americano en su infancia también se había roto por partes.